# 八木兵
八木兵株式会社（やぎひよう、英称：YAGIHYO CO., LTD.）は、衣料品、寝具、雑貨等の製造・販売を行う総合繊維現金卸商社である。本社は愛知県名古屋市中区。

## 概要
ファッション衣料、実用衣料を中心として、寝装寝具、服飾雑貨、事務備品などの生活必需品を取り扱う総合繊維現金卸商社。「名古屋式経営」と呼ばれる堅実経営によって培われた信用力を背景とした仕入を行い、同社の東京、大阪、名古屋の店舗を通じた小売店への全国販売網を構築している。
なお同社は、名古屋市との大規模災害時の支援協力に関する覚書締結に基づき地域防災協力事業所として登録。
国際芸術祭あいちトリエンナーレでは、社屋の一部を会場として提供するなど地域貢献活動を行ない、2012年（平成24年）地域清掃活動に尽力した企業として名古屋市より表彰されている。

## 沿革
八木兵は、1940年（昭和15年）に名古屋市中区東陽町（現：中区栄5丁目東陽通付近）にて創業。1948年（昭和23年）、現在の繊維問屋街「長者町繊維街」に移転。
- 1958年（昭和33年） - 八木兵商事株式会社設立[10]
- 1963年（昭和38年） - 本社社屋新築
- 1968年（昭和43年） - 本社社屋増築、前売スーパー化を図る
- 1984年（昭和59年） - 現錦2号館　新築開店
- 1985年（昭和60年） - 八木兵株式会社に社名変更
- 1989年（平成元年） - 東京都中央区日本橋横山町に東京店をオープン
- 2001年（平成13年） - 錦6[11]、錦10[12]、錦11号館がオープン。これに伴い全店の売場移動を実施し、現在の店舗体制となる。
- 2002年（平成14年） - 東京店を日本橋馬喰町に移転オープン（7月）、錦5号館オープン（9月）
- 2003年（平成15年） - 9月に錦10号館2Fにてファッションストリートをオープン
- 2004年（平成16年） - 各店の店頭改装を実施
- 2006年（平成18年） - 大阪市中央区久太郎町2-2-6に八木兵大阪ホールをオープン
- 2012年（平成24年） - 大阪市中央区南久宝寺町に大阪ホールを"大阪店"として移転オープン/地域清掃活動に尽力した企業として八木兵が名古屋市より表彰[13]

## 商品

### 商品ラインナップ
- 婦人服
- 紳士服
- ベビー・子供服
- 肌着
- 靴下
- ナイティー
- 寝装寝具
- インテリア
- 服飾
- 日用雑貨
- ファンシーグッズ
- タオル
- 洋サロン
- OA機器
- 広告チラシ
- 事務用品
- 店舗設計・施工

## 事業所

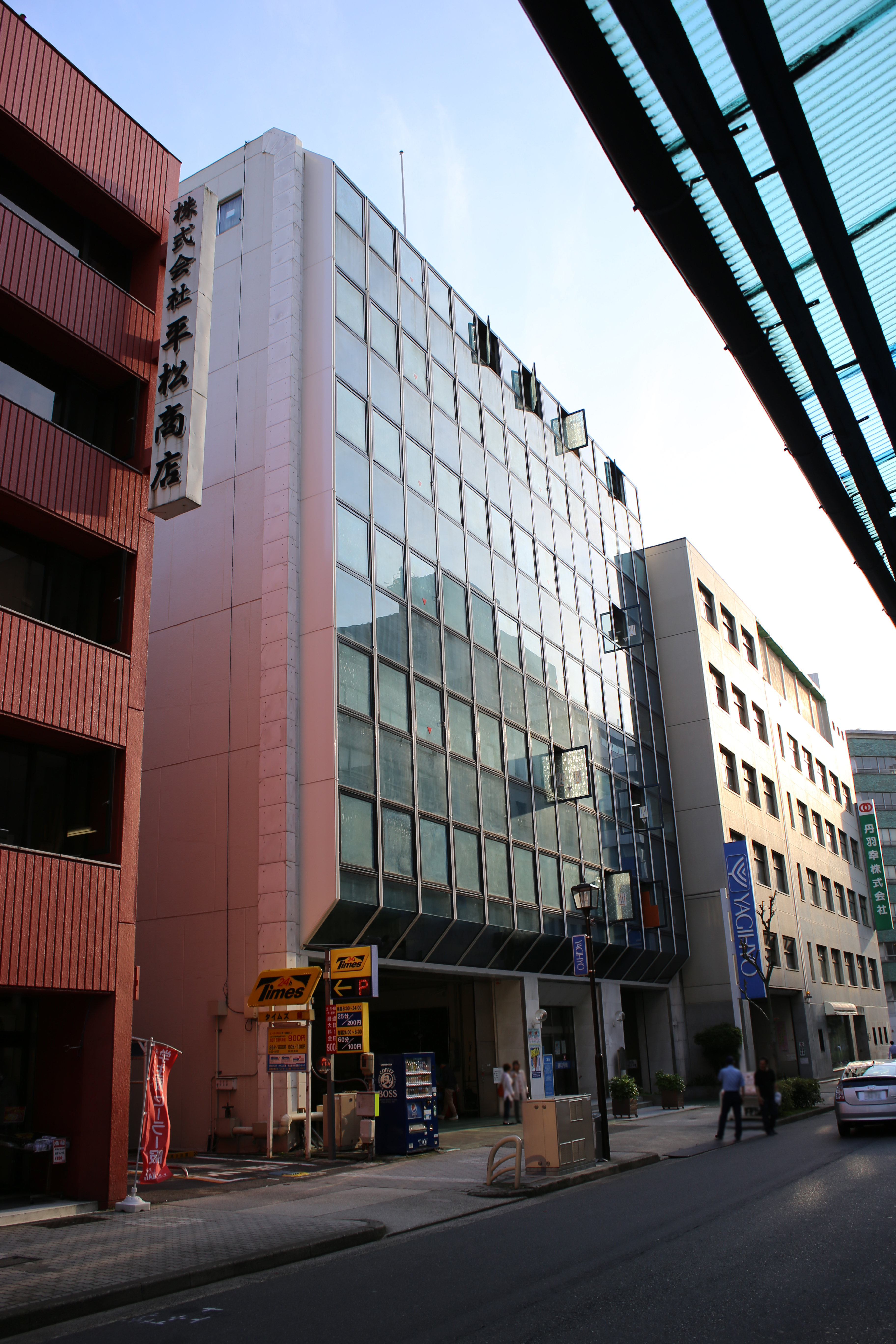
八木兵名古屋店（2015年4月）

### 店舗
- 東京都
  - 東京店[14]（中央区日本橋馬喰町1-6-8）北緯35度41分35.8秒 東経139度46分57.7秒
- 大阪府
  - 大阪店[15]（大阪市中央区南久宝寺町2-1-1）北緯34度40分46.4秒 東経135度30分22.1秒
- 愛知県
  - 名古屋店[16]（名古屋市中区錦二丁目6-6）北緯35度10分18.2秒 東経136度54分0.6秒

## 関連会社
- 丸の内開発株式会社

## 書籍・雑誌掲載

### 単行本
- 山口兵一; 日本繊維新聞社『私の歩んだ道 : 信念の人生』八木兵、1993年。（山口兵一:八木兵創業者/名古屋市鶴舞中央図書館蔵書）[17]

- ビル・トッテン; 船井幸雄ほか『論語に学ぶ「人の道」』ビジネス社〈One plus book ; 7〉、1999年。ISBN 978-4828408255。（第５章：本物の人・幸せづくりを目指す名古屋の繊維現金問屋（山口兼市:八木兵社長））
- 岩崎剛幸『図解入門業界研究最新アパレル業界の動向とカラクリがよーくわかる本』（3版）秀和システム〈図解入門業界研究 = How-nual Industry Trend Guide Book〉、2012年。ISBN 978-4798032825。（第２章アパレル業界の現状「問屋力が小売りを支える力になる」にて八木兵紹介文あり）

### 雑誌
- 「みたれん--衣料店 佐伯市/八木兵--現金問屋 名古屋市 顧客と同じ目線が要」『商業界』第54巻第3号、商業界、2001年3月、NAID 40001791696。

## 舞台
日本の漫画作品『うさぎドロップ』（2011年フジテレビ系列で放送）の登場人物、河地大吉のアニメ版での勤務先（会社名：糸由（いとよし）は、衣料品メーカー）の建物外観意匠が八木兵名古屋店と酷似している。